# Franz Flamin Meuth

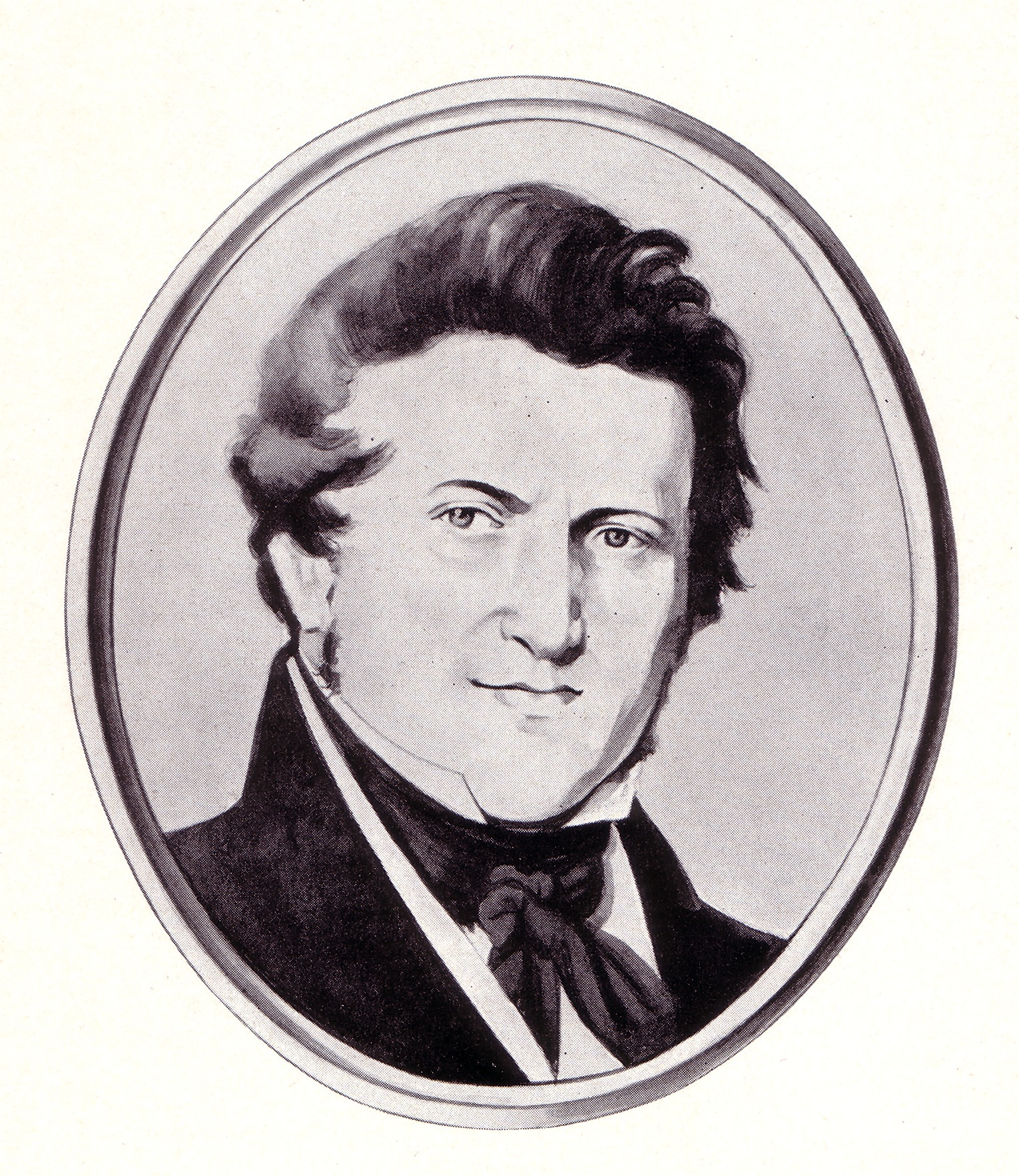
Franz Flamin Meuth

Franz Flamin Meuth (* 6. November 1800 in Kaiserslautern; † 7. Juni 1884 ebenda) war ein deutscher Jurist und Industrieller.

## Leben
Meuth studierte ab 1820 Rechtswissenschaften in Heidelberg, wo er Mitglied der Corps Hassia und Rhenania war. Er schlug zunächst die juristische Staatslaufbahn ein und wurde 1825 Substitut in Frankenthal und 1827 Friedensrichter in Waldmohr. 1832 kam er in gleicher Funktion zurück in seine Heimatstadt Kaiserslautern, wo er 1834 zum Bezirksrichter aufrückte. 1842 wurde er zum Inspektor des dortigen pfälzischen Zentralgefängnisses ernannt und machte sich durch die Einführung des modernen Strafvollzug bald einen Namen. Er ließ die Gefangenen erstmals in einer unter wirtschaftlichen Aspekten betriebenen Gefängnismanufaktur selbst zu ihrem Unterhalt beitragen und suchte sie durch sinnvolle Beschäftigung in ihrer sittlichen Entwicklung zu fördern. Als Regierungsrat trat er 1868 in den Ruhestand.
Bedeutung erlangte er aber vor allem durch von ihm maßgeblich betriebene Industrialisierung seiner Heimatstadt Kaiserslautern. Meuth gehörte zu den Initiatoren und Mitgründern der Kammgarnspinnerei (1857), des Gaswerks, der Ultramarinfabrik und der Eisenwerke Kaiserslautern (1864). Bei der Pfalzbahn-Gesellschaft und der Baumwollspinnerei Lampertsmühle war er Mitglied des Aufsichtsrats. Meuth richtete 1863 und 1872 die Industrieausstellungen in Kaiserslautern aus und war einer der Gründer des Pfälzischen Gewerbemuseums. Am 13. August 1860 verlieh ihm König Maximilian II. von Bayern das Ritterkreuz I. Klasse des Verdienst-Ordens vom Hl. Michael. 1892 wurde die Meuthstraße in Kaiserslautern nach ihm benannt.